# Joachim Ziegenrücker
Joachim Ziegenrücker (* 27. Januar 1912 in Kiel; † 26. November 2008 in Hamburg) war ein deutscher evangelischer Pastor. Als Theologe war er von 1963 bis 1980 Direktor der Evangelischen Akademie in Hamburg.
Ziegenrücker war durch seine weit gespannten Aktivitäten in und mit der Akademie, durch sein Eintreten für die jüngere Generation, aber auch durch vielfältigen Brückenschlag zwischen Evangelium und Bildungswelt, zwischen Kirche und Bürger, zwischen Christen und Juden weit über die Hansestadt Hamburg hinaus tätig und bekannt geworden.

## Leben
Ziegenrückers Mutter war Helene Ziegenrücker, geborene Finnern, sein Vater der deutschnationale Politiker und promovierte Oberstudiendirektor Emil Ziegenrücker. Er besuchte das Luisengymnasium in Berlin und studierte ab 1931 in Königsberg, Berlin und Erlangen Jura, Geschichte und Theologie. Nach der Machtübergabe an die Nationalsozialisten trat er am 1. April 1933 der NSDAP bei. Seine theologischen Prüfungen bestand er 1939 und 1942 in Berlin. Ziegenrücker war von 1940 bis 1945 Assistent am alttestamentlichen Seminar der Friedrich Wilhelm Universität in Berlin, ebenda von 1941 bis 1944 Wissenschaftlicher Hilfsarbeiter beim Auswärtigen Amt und hatte einen Lehrauftrag für Hebräisch an der Universität Kiel.
Von 1945 bis 1951 war Gemeindepastor in Norderkirchspiel auf Fehmarn und von 1951 bis 1963 Studentenpfarrer an der Universität Kiel. Von 1963 bis 1980 war er Leiter der Evangelischen Akademie in Hamburg und danach von 1980 bis 1992 Bundesvorsitzender der Evangelischen Arbeitsgemeinschaft zur Betreuung der Kriegsdienstverweigerer bzw. Evangelischen Arbeitsgemeinschaft für Kriegsdienstverweigerung und Frieden (EAK). Er war auch Mitglied eines für diese Fragen vom Rat der EKD eingesetzten Ausschusses.
Ziegenrücker, schon in Schleswig-Holstein Mitbegründer und Vorsitzender der Gesellschaft für Christlich-Jüdische Zusammenarbeit, war fast 20 Jahre ebenfalls Vorstand in Hamburg.
Daneben bekleidete Pastor Ziegenrücker weitere zahlreiche Ehrenämter, so war er unter anderem in der gemeinnützigen Hamburger Bürgerhilfeorganisation Zuflucht e. V. Vorsitzender und eines der Gründungs- und Beiratsmitglieder der deutschen Sektion von Gesellschaft für bedrohte Völker in Göttingen. Er gehörte auch dem Beirat der Gustav Heinemann-Initiative an.
Joachim Ziegenrücker war ab 1941 verheiratet mit der zum Dr. phil. promovierten Hildegard Ziegenrücker, geborene Gorgas, und hatte vier Kinder (Eva-Maria, Ruth, Hans-Christoph und Wulf).

## Veröffentlichungen
Von den zahlreichen Veröffentlichungen sind insbesondere zu nennen Kirche und Menschenrechte sowie die biblischen Beiträge in den von Walter Jens herausgegebenen Assoziationen und in den von Heinrich Albertz herausgegebenen Die Zehn Gebote.